# Department of War Studies, King’s College London
Das Department of War Studies (DWS; englisch für „Abteilung für Kriegsforschung“, im Deutschen gelegentlich auch als Institut für Kriegsstudien bezeichnet]) wurde 1962 am King’s College London gegründet und ist die weltweit führende und größte akademische Abteilung, die sich ausschließlich mit Konflikten und Sicherheit beschäftigt. Sie verfolgt einen interdisziplinären Ansatz in den Bereichen Internationale Beziehungen, Geschichte und Politik.

## Lage
Die Einrichtung ist auf dem Strand Campus des King’s College London gelegen und profitiert davon, inmitten der britischen Hauptstadt enge Verbindungen zu sicherheitspolitischen Forschungseinrichtungen, Think Tanks und staatlichen Behörden wie dem Chatham House, dem International Institute for Strategic Studies (IISS), dem Royal United Services Institute (RUSI), dem Royal College of Defence Studies (RCDS), dem Ministry of Defence und dem Foreign and Commonwealth Office unterhalten zu können.

## Geschichte
Die Ursprünge des Department of War Studies gehen auf das Department of Military Science, das von 1848 bis 1859 existierte, zurück. Dieses vergab ab 1913 akademische Abschlüsse. Mithilfe des War Office wurde 1926 das Military Studies Department eingerichtet, an dem Frederick Maurice lehrte. 1943 wurde der Name in War Studies Department umgeändert. Persönlichkeiten der Universität London, darunter  Lionel Robbins, Sir Charles Webster und Keith Hancock, bemühten sich dann nach dem Zweiten Weltkrieg um die bleibende Verankerung von Military Studies an der Universität. 1953 wurde dem renommierten Militärhistoriker Sir Michael Howard eine Professur für Military Studies zugetragen. 1962 war er federführend an der Gründung des heutigen Department of War Studies beteiligt. Seit 2001 ist das Department Bestandteil der School of Social Science & Public Policy, zuvor hatte es zur Faculty of Arts & Humanities gehört.

### Leitung
- 1962–1968: Sir Michael Howard
- 1968–1978: Sir Laurence Martin
- 1978–1982: Wolf Mendl
- 1982–1997: Sir Lawrence Freedman
- 1997–2001: Christopher Dandeker
- 2001–2007: Brian Holden-Reid
- 2007–2013: Mervyn Frost
- 2013–2016: Theo Farrell
- seit 2016: Michael Rainsborough

### Hochschullehrer
Aktuelle oder ehemalige Hochschullehrer am Department of War Studies sind u. a.
- Philip Bobbitt, Militärstratege und Verfassungsrechtler
- Brian Bond, Militärhistoriker
- Ahron Bregman, Politikwissenschaftler
- Beatrice Heuser, Politikwissenschaftlerin
- Michael Howard, Militärhistoriker
- Andrew Lambert, Marinehistoriker
- Friedbert Pflüger, Politikwissenschaftler
- Jonathon Riley, Militärhistoriker
- Kenneth Waltz, Politikwissenschaftler

## Forschung
DMS hat mit seinem angelsächsisch-ausgerichteten militärwissenschaftlichen Programm „War Studies“ Bedeutung erlangt.
Studien- und Forschungsmaterialien sind überwiegend in der universitätseigenen Maughan Library und im Information Services Centre an der Chancery Lane zu finden. Darüber hinaus werden weitere Bibliotheken der Stadt genutzt. Zur Erforschung der britischen Verteidigungspolitik dient das 1964 gegründete Liddell Hart Centre for Military Archives (LHCMA).
Von 1997 bis 1999 erschien das in Zeitschriftendatenbanken archivierte War Studies Journal.

### Forschungszentren
- Centre for Defence Studies (CDS)
- Centre for Science & Security Studies (CSSS)
- European Centre for Energy & Resource Security (EUCERS)
- International Centre for the Study of Radicalisation (ICSR)
- King’s Centre for Military Health Research
- Marjan Centre for the Study of Conflict & Conservation
- Research Centre in International Relations (RCIR)
- Sir Michael Howard Centre for the History of War (SMHC)

### Forschungsgruppen
- Afghanistan Studies – führt zum PhD
- Africa Research Group
- Asian Security & Warfare
- Conflict, Security & Development (CSDRG)
- Foresight: Early Warning & Preventive Policy
- Insurgency
- Intelligence & International Security
- Laughton Naval History
- Private Military & Security – führt zum PhD
- Russian & Eurasian Security
- War Crimes

## Studium

### Studienorganisationen
Die von der Universität akkreditierte War Studies Society vereint interessierte Alumnen, Studenten und den Lehrkörper und organisiert Veranstaltungen. Darüber hinaus existiert die Women in War and International Politics (WIWIP), welche sich explizit Frauen widmet.
Derzeit sind etwa 1.000 Studenten eingeschrieben, die von einem Lehrkörper von 100 Personen betreut werden.

### Studiengänge
Das Department bietet folgende Studiengänge an, darunter seit 1992 den BA in War Studies:
- BA in War Studies
- BA in International Relations
- BA War Studies & History (Joint honours degree)
- BA War Studies & Philosophy (Joint honours degree)
- MA in Conflict Security & Development
- MA in Intelligence & International Security
- MA in International Conflict Studies
- MA International Peace and Security
- MA in International Relations
- MA Non-proliferation & International Security
- MA in Science & Security
- MA South Asia & Global Security
- MA in Terrorism and Security Studies
- MA in War Studies
- MA/Dip Air Power in the Modern World (Distance Learning)
- MA/PG Dip International Relations and Contemporary War (Distance Learning)
- MA/Dip War in the Modern World (Distance Learning)

### Tolstoy Cup
Jährlich findet seit 1995 zwischen Studierenden des Department of War Studies und dem Department of Peace Studies (University of Bradford) ein Football-Match statt. Die Sportveranstaltung wurde nach dem Roman Krieg und Frieden des russischen Schriftstellers Leo Tolstoi benannt. Auch die Trophäe orientiert sich daran. Die Financial Times zählt es zu den „Great college sports rivalries“.

## Ranking
Laut des Universitätsrankings 2011 der Tageszeitung The Guardian rangierte das Department of War Studies hinsichtlich der Leistungen in der Lehrtätigkeit Großbritannien weit auf Platz drei, hinter der University of Oxford und der University of Cambridge.

## Alumnen
Unter den Alumnen sind zahlreiche internationale Persönlichkeiten aus Politik, Militär, Wissenschaft und Wirtschaft u. a.:
- Maruf al-Bachit (1947–2023), Ministerpräsident von Jordanien
- Paula Broadwell (* 1972), Journalistin und Terrorismusexpertin
- Sir Christopher Geidt (* 1961), Privatsekretär von Königin Elizabeth II.
- Andrew Gordon (* 1951), Marinehistoriker
- Nikolaj Mladenow (* 1972), Außenminister Bulgariens
- Peter Paret (1924–2020), Historiker
- Geoffrey Till (* 1945), Marinehistoriker